# Sawa Fałkowska
Sawa Fałkowska (ur. 6 września 1983 w Elblągu) – polska aktorka.

## Filmografia
- 2007: Ekipa jako dziennikarka
- 2008: Wydział zabójstw jako Mariola, dziewczyna Lutomskiego
- 2011: Rezydencja jako Malwina, partnerka Marka
- 2011: Popatrz na mnie jako pielęgniatka
- 2012: Mój rower jako miłość Maćka
- 2012: Misja Afganistan jako żołnierz TOC
- 2013: Na dobre i na złe jako Nadzieja Świtaj
- 2013-2016: Klan jako Sława Kozik, podopieczna Oli Lubicz
- 2014: Na sygnale jako Edyta, matka Kamila
- 2014: Brat bratu bratem jako Magda
- 2014: Blondynka jako Monika Marconi
- 2015: Listy do M. 2 jako kochanka Mela Gibsona
- od 2018: Klan jako Milda Pietkiewicz